# محجوب بدة
محجوب بدة (27 أوت 1969 قصر البخاري ولاية المدية)، سياسي جزائري ووزير سابق.

## سيرة
محجوب بدة من المدية. لديه دكتوراه في الاقتصاد. بعد دراسته، شغل عدة مناصب المسؤولية بما في ذلك منصب رئيس لجنة المالية والميزانية في المجلس المجلس الشعبي الوطني 
في 25 مايو 2017 ، تم تعيينه وزيراً للصناعة والمناجم في حكومة عبد المجيد تبون. خلال تعديل وزاري في آب / أغسطس 2017، فقد محفظته الوزارية وحل محله يوسف يوسفي في حكومة أحمد أويحيى الجديدة 

## المتابعة القضائية في قضايا فساد
قد بدأ القضاء الجزائري منذ مايو 2019 استدعاء رجال أعمال وشخصيات كانت تشغل مناصب في أعلى هرم السلطة، للتحقيق معهم والاستماع لشهاداتهم، كما قرّر إيداع بعض منهم السجن على غرار الملياردير يسعد ربراب والإخوة كونيناف، المقربين من الرئيس عبد العزيز بوتفليقة، وكذلك مموّل حملاته الانتخابية، رجل الأعمال الشهير علي حداد، إذ يواجه هؤلاء تهماً تتعلق بالاستفادة من امتيازات وقروض كبيرة دون ضمانات، إلى جانب إجراء تحويلات مالية مشبوهة وتهريب أموال من العملة الصعبة نحو الخارج بطرق غير قانونية.
في 27 ماي 2019، في بيان للنيابة العامة للمحكمة العليا أنه تم إحالة ملف التحقيق الابتدائي من قبل السلطة الضبطية القضائية للدرك الوطني لـ 12 مسؤولا ساميا على مستوى المحكمة العليا.
وتتضمن القائمة كل من الوزير الأول الأسبق، عبد المالك سلال، الوزير الأول السابق أحمد أويحيى، وزير النقل السابق عبد الغني زعلان، وزير النقل الأسبق عمار تو، وزير النقل الأسبق بوجمعة طلعي، وزير المالية الأسبق كريم جودي، ووزير التجارة الأسبق عمارة بن يونس، وزير الفلاحة السابق عبد القادر بوعزقي، وزير النقل السابق عمار غول، وزير الصناعة الأسبق، عبد السلام بوشوارب، والي العاصمة السابق عبد القادر زوخ، والي ولاية البيض خنفار محمد جمال.
في 17 جويلية 2019، أمر المستشار المحقق لدى المحكمة العليا، بوضع وزير الصناعة الأسبق، محجوب بدة، الحبس المؤقت بسجن الحراش، بعد الاستماع لأقواله في قضية رجل الأعمال عرباوي حسان صاحب علامة «كيا» للسيارات في الجزائر، حيث وجّهت إلى الوزير الأسبق بدة تهم بتقديم امتيازات بغير وجه حق إلى مركبي السيارات.